# Fläming
Fläming er et højdedrag i de tyske delstater Brandenburg og Sachsen-Anhalt, ca. 75 km sydvest for Berlin. De svagt bølgende bakker i Fläming, som hæver sig op over Elbens brede flodslette mod vest og syd er en endemoræne, som blev dannet under Saaleistiden. Det højeste punkt er Hagelsberg på 200 m, som også er højeste punkt på hele det nordtyske sletteland.
Navnet har formentlig sammenhæng med landskabet Flandern i Belgien. I 1100-tallet slog flamske nybyggere sig ned i området; disse kaldte sig «Vlämlinge». I Fläming findes flere stednavne, som kan have deres paralleller i Flandern: Niemegk – Nijmegen, Brück – Brugge og Euper – Ypern. Som navn på området kom Fläming ikke i brug før i 1800-tallet – tidligere blev det kaldt Sächsischer Grenzwall
Fläming er stadig et landbrugsområde, kun med mindre byer som Ziesar, Belzig, Niemegk, Treuenbrietzen, Jüterbog, Baruth/Mark, Dahme/Mark, Wittenberg, Loburg, Möckern og Zerbst.

## Naturparker
- Naturpark Hoher Fläming på 82.700 ha i Brandenburg.
- Naturpark Nuthe-Nieplitz på 62.300 ha ligger i Brandenburg.
- Naturpark Fläming på 82.425 ha i Sachsen-Anhalt